# OJ 287
OJ 287 är en aktiv galax av typen BL Lac, belägen 3,5 miljarder ljusår bort i stjärnbilden Kräftan.
I galaxkärnan finns ett binärsystem bestående av två supermassiva svarta hål. Det mindre av hålen har en massa motsvarande omkring 100 miljoner gånger Solens massa. Det större har en massa motsvarande 18 miljarder solmassor och var vid upptäckten 2008 det största svarta hål som upptäckts. Om/när de två supermassiva svarta hålen i OJ 287 smälter ihop, då kommer enorma mängder energi att slungas ut i kosmos.